# アブラサッソ
『アブラサッソ』（Abraçaço）は、ブラジル人ミュージシャン、カエターノ・ヴェローゾが2012年に発表したスタジオ・アルバム。

## 背景
『セー』（2006年）、『ジー・イ・ジー』（2009年）に続く、ペドロ・サー、ヒカルド・ヂアス・ゴメス、マルセロ・カラードによる「バンダ・セー」を従えた三部作の締めくくりに当たる。アルバム・タイトルは、「抱擁」を意味するポルトガル語「abraço」を元にしたヴェローゾの造語である。

## 反響・評価
ポルトガルのアルバム・チャートでは2012年第52週より6週連続でトップ30入りし、最高15位を記録した。
『ローリング・ストーン・ブラジル』誌が選出した「2012年の最優秀ナショナル・ディスク」では1位となった。また、2013年のラテン・グラミー賞では、本作が最優秀シンガーソングライター・アルバム賞を受賞し、収録曲「ウン・アブラサッソ（大きなハグを）」は最優秀レコード賞、最優秀楽曲賞、最優秀ブラジリアン・ソング賞にノミネートされた。
Thom Jurekはオールミュージックにおいて5点満点中4点を付け「ヴェローゾは昔の彼のトロピカリア的スタイルから、より新しく先鋭的なブラジルのインディー・ポップまで内包し、徹頭徹尾その曲がりくねった道を歩んでいる」「三部作の中で最も洗練され、艶やかで、魅惑的な作品」と評している。また、ライアン・レイサン（Ryan Lathan）はポップマターズにおいて10点満点中8点を付け「限定的な楽器編成でありながら、『アブラサッソ』は決して、前2作を時に損なっていたモノクロ的な単調さには陥っていない」と評している。

## 収録曲
特記なき楽曲はカエターノ・ヴェローゾ作。
1. ボッサ・ノーヴァ・エ・フォーダ（ボサ・ノヴァはヤバい） - "A Bossa Nova É Foda" - 3:53
2. ウン・アブラサッソ（大きなハグを） - "Um Abraçaço" - 3:49
3. エストウ・トリスチ（悲しい） - "Estou Triste" - 5:12
4. オ・インペーリオ・ダ・レイ（法の支配） - "O Império da Lei" - 4:06
5. ケーロ・セール・ジュスト（公正でありたい） - "Quero Ser Justo" - 3:52
6. ウン・コムニスタ（ある共産主義者） - "Um Comunista" - 8:32
7. ファンキ・メローヂコ（メロディアスなファンク） - "Funk Melódico" - 4:38
8. ヴィンコ（折り目） - "Vinco" - 5:39
9. クアンド・オ・ガーロ・カントウ（雄鶏が鳴いた時） - "Quando o Galo Cantou" - 3:46
10. パラベンス（おめでとう） - "Parabéns" (Caetano Veloso, Mauro Lima) - 3:06
11. ガヤーナ（ガヤナ） - "Gayana" (Rogério Duarte) - 4:30

## 参加ミュージシャン
- カエターノ・ヴェローゾ - リード・ボーカル、ギター
- ペドロ・サー - ギター、ボーカル
- ヒカルド・ヂアス・ゴメス - ベース、キーボード、ボーカル
- マルセロ・カラード - ドラムス、パーカッション、ボーカル
- モレーノ・ヴェローゾ（ポルトガル語版） - ベース、シンバル(on #11)
- Thalma de Freitas - コーラス(on #10)
- Nina Becker - コーラス(on #10)
- Lan Lan - コーラス(on #10)
- Alinne Moraes - コーラス(on #10)